# Antoniuskirche (Czerniaków)

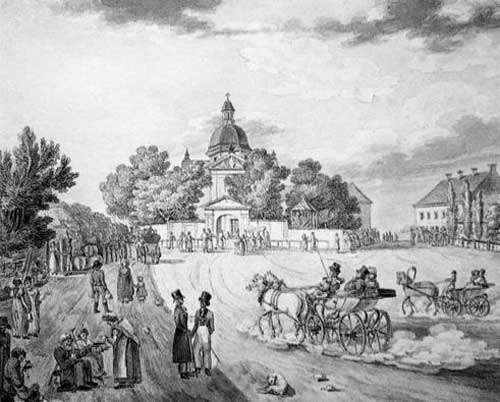
Lavierte Pinselzeichnung mit Tusche von Aleksander Majerski aus dem Jahr 1818

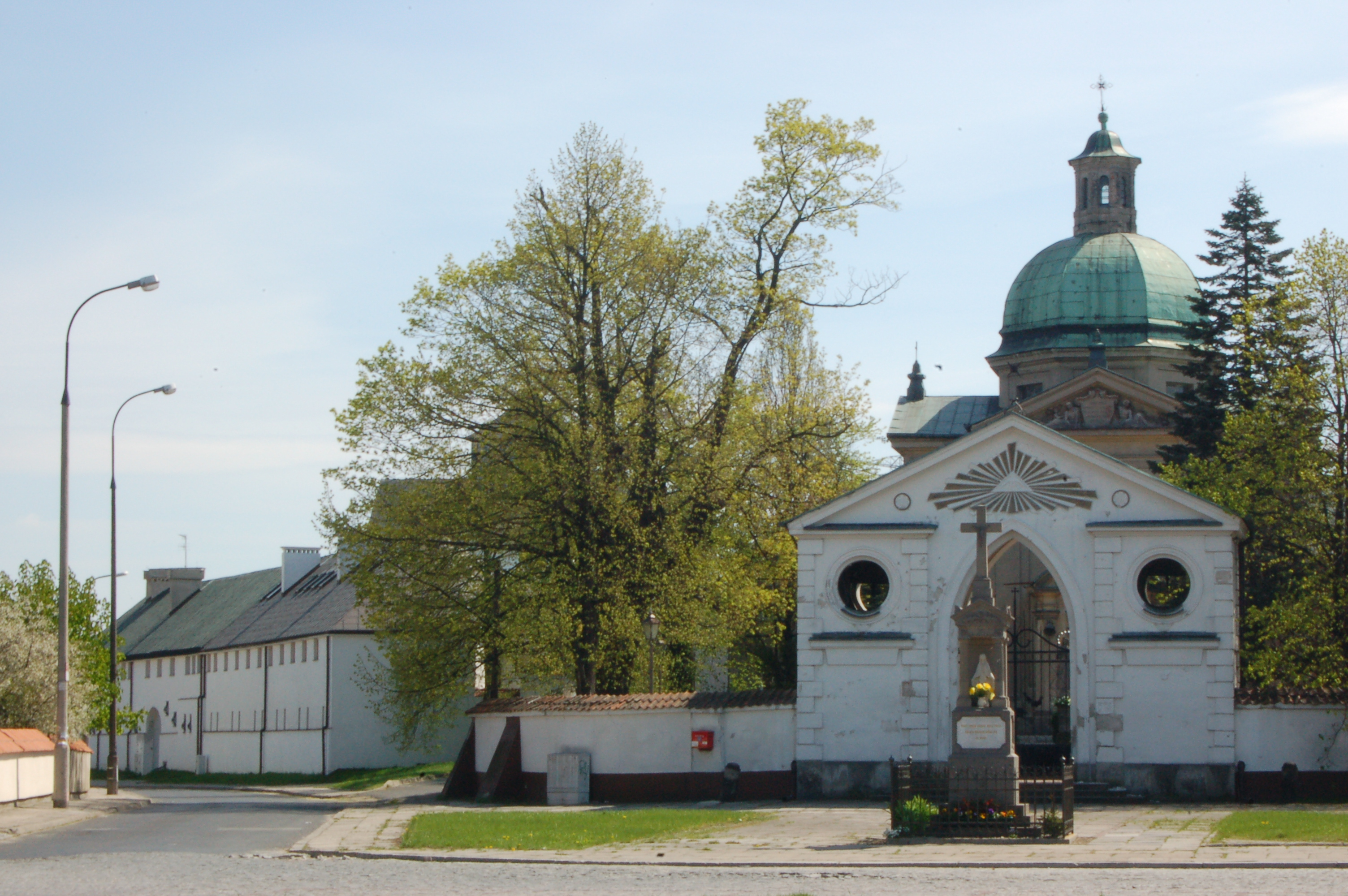
Ansicht des Klosterkomplexes – wie auf obiger Zeichnung – aus nördlicher Richtung

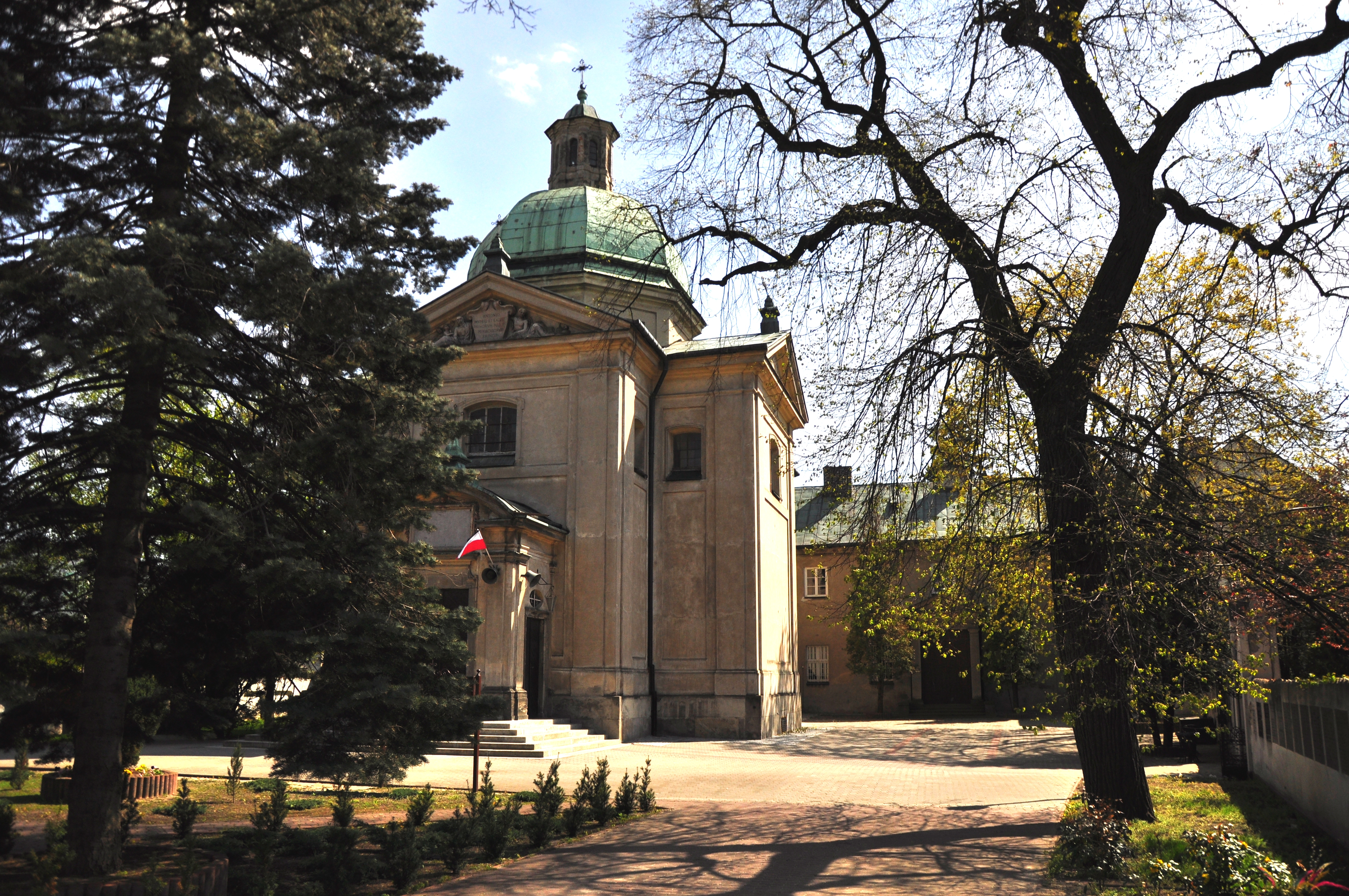

Die Antonius-Kirche in Czerniaków ist ein Kirchengebäude des Barock an der Ulica Czerniakowska 2/4 im heutigen Warschauer Stadtteil Mokotów (Sadyba).

## Baugeschichte
Die dem heiligen Antonius von Padua geweihte Kirche wurde in den Jahren 1687 bis 1689 von Isidoro Tommaso Affeita nach einem Entwurf von Tylman van Gameren als Stiftung des Großen Kronmarschalls Stanisław Herakliusz Lubomirski errichtet – zeitgleich mit dem ihr angegliederten Bernhardiner-Klosterkomplex. Auch die Gestaltung des Innenraums und die Altäre stammen von Gameren, von 1688 bis 1693 von den Stuckateuren und Malern Francesco Antonio Giorgioli, F. Maino u. a. ausgeführt. Die Malereien im Kirchenschiff stellen Szenen aus dem Leben des heiligen Antonius dar, die im Presbyterium die Geschichte des Baus der Kirche und der Einholung eines Bildnisses des heiligen Antonius aus Venedig. Die Skulpturen schuf Andreas Schlüter. Das Triptychon „Beweinung Christi“ stammt aus der Werkstatt von Quentin Massys. Der Grundriss des Gebäudes entspricht einem griechischen Kreuz, die Kirche wird von einer Kuppel gekrönt und verfügt über ein angebautes, achteckiges Presbyterium (Mausoleum des heiligen Bonifatius).
Die Kirche – ein herausragendes Beispiel der Sakralbaukunst Polens im 17. Jahrhundert – ist eine Bernhardinerkirche (Franziskaner-Observanten) und gehört zur Pfarrgemeinde des heiligen Bonifatius.

### Instandsetzungen
In den Jahren 1715 bis 1735 erfolgte unter Francesco Ceroni erstmals eine durch eine Stiftung von Elżbieta Sieniawska eine umfassende Restaurierung. Während des Zweiten Weltkriegs wurde das Gebäude 1939 und 1944 beschädigt. Eine Instandsetzung der Fresken erfolgte von 1951 bis 1954 durch Ryszard Politowski und Tadeusz Romanowski unter Leitung von Bohdan Marconi. Eine weitere Sanierung fand in den Jahren 1957 bis 1963 statt. Am 1. Juli 1965 wurde die Kirche unter Denkmalschutz gestellt (Nr. 60).